# کاخ بابلسبرگ
کاخ بابلسبرگ (آلمانی: Schloss Babelsberg) در پارک و محله پوتسدام، مرکز ایالت براندنبورگ آلمان، در نزدیکی برلین قرار دارد. این کاخ به مدت بیش از ۵۰ سال اقامتگاه تابستانی شاهزاده ویلیام، بعدها امپراتور آلمان ویلیام اول و پادشاه پروس و همسرش، آگوستا از خاندان ساکس-وایمار-آیزناخ، ملکه آلمان و ملکه پروس بود.

## تاریخچه
این ساختمان که به سبک احیای گوتیک انگلیسی طراحی شده‌است، در دو مرحله در دوره ۱۸۳۵–۱۸۴۹ ساخته شده‌است. قرارداد طراحی کاخ به معماران کارل فردریش شینکل، لودویگ پرسیوس و یوهان هاینریش استراک داده شده بود.
در ۲۲ سپتامبر ۱۸۶۲ در کاخ و پارک مجاور مذاکراتی بین پادشاه پروس ویلیام اول و اتو فون بیسمارک انجام شد که به معرفی بیسمارک به عنوان وزیر و وزیر امور خارجه پروس انجامید.
معماری کاخ بابلسبرگ الگوی ساخت کاخ کیتندورف بین سال‌های ۱۸۴۸ و ۱۸۵۳ در مکلنبورگ-فورپومرن توسط شاگرد شینکل، فردریش هیتزیگ، صورت گرفت.

## سایت میراث جهانی
از سال ۱۹۹۰ کاخ بابلسبرگ بخشی از سایت میراث جهانی یونسکو «کاخ‌ها و پارک‌های پوتسدام و برلین» محسوب می‌شود. این کاخ توسط بنیاد کاخ‌ها و باغ‌های پروس برلین-براندنبورگ اداره می‌شود.
از سال ۲۰۱۳ این کاخ تحت بازسازی گسترده نماها و فضای داخلی خود قرار گرفته‌است.

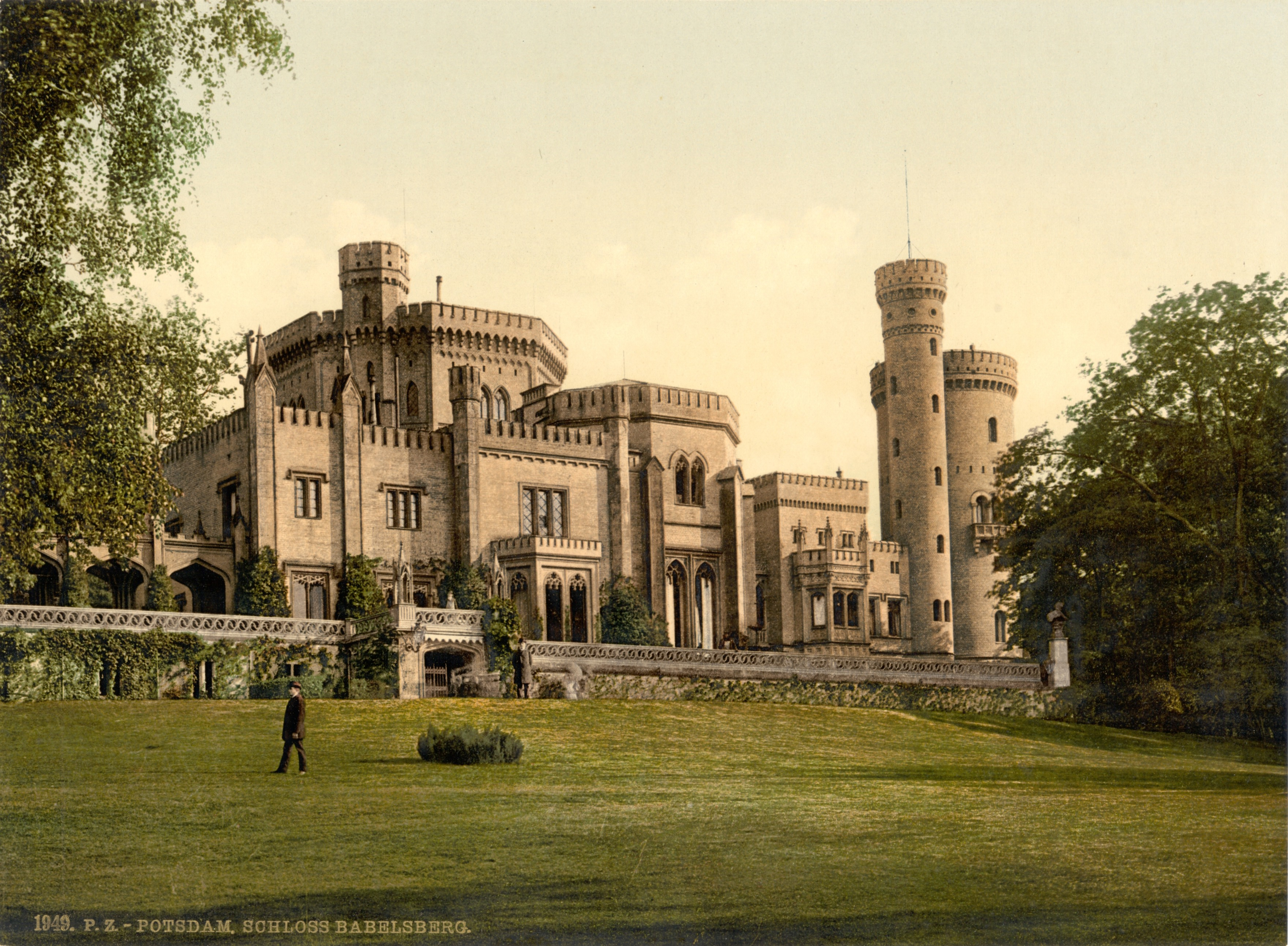
کاخ در حدود ۱۹۹۰

## نگارخانه

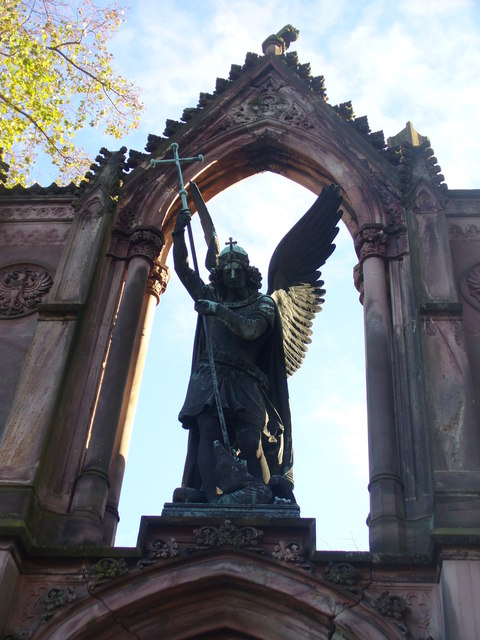
فرشته مایکل
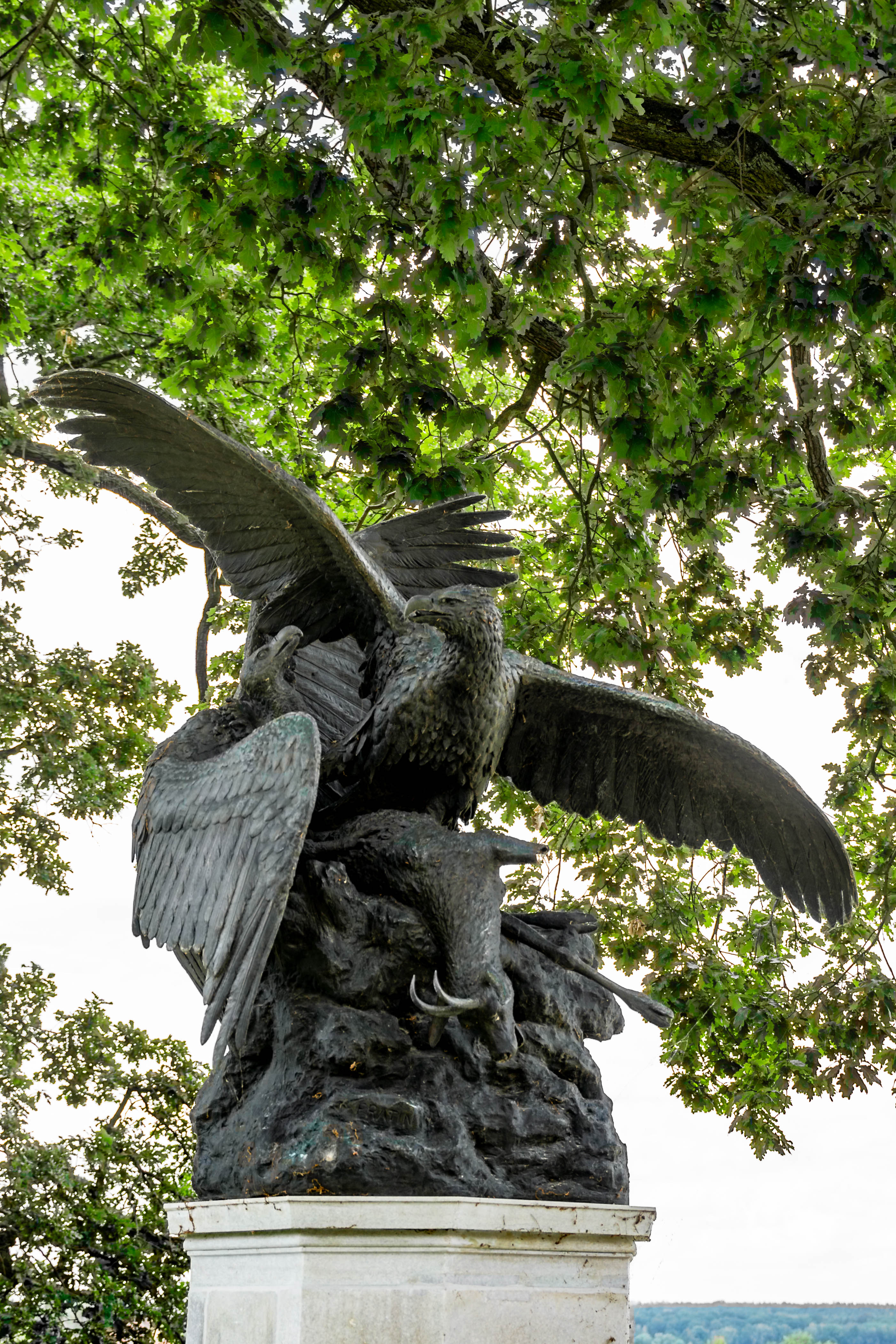
عقاب و کرکس در حال بلعیدن آهو
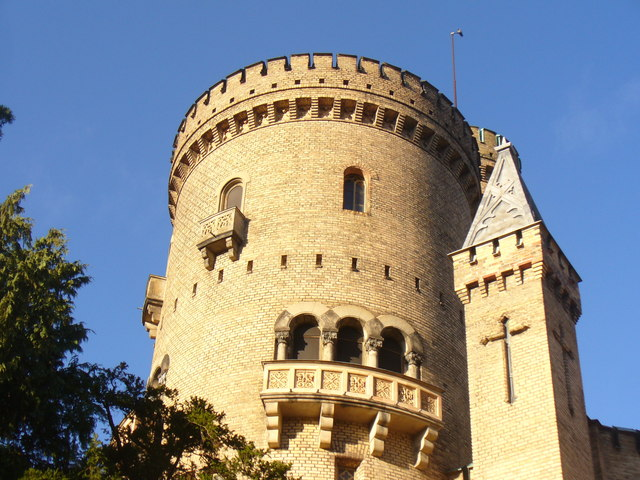
برج قصر
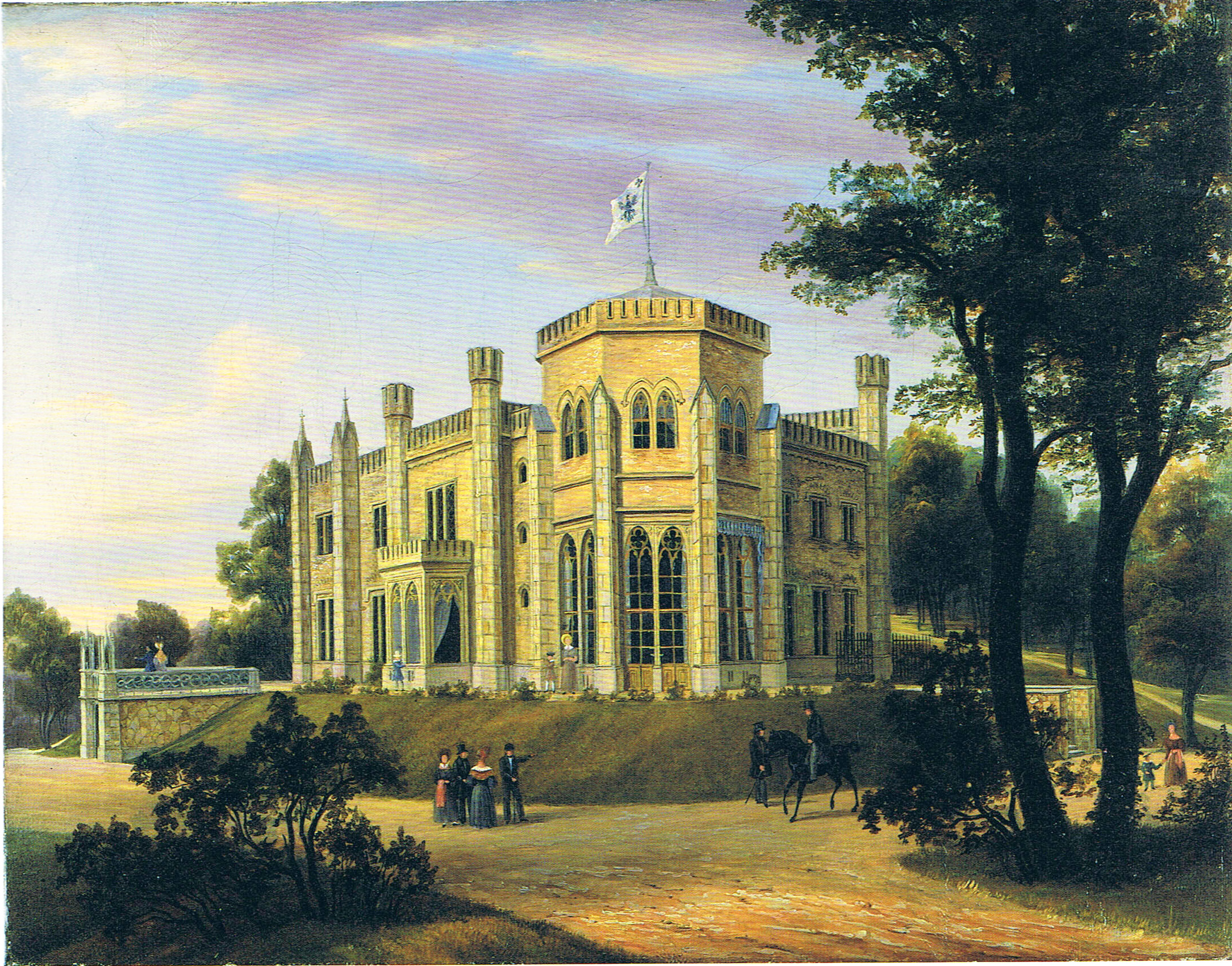
کاخ شاهزاده ویلهلم در بابلزبرگ اثر کارل دانیل فریدانک ، ۱۸۳۸